# Jules Hardy
Pour les personnes ayant le même patronyme, voir Hardy.
Jules Hardy est un médecin québécois né à Sorel le 16 juillet 1932 et mort à Montréal le 28 octobre 2022,,. Il est un célèbre neurochirurgien d'origine canadienne de réputation internationale pour avoir permis, par sa contribution originale et pour son travail sur la glande hypophysaire. Il fut l'un des pionniers de la microchirurgie et le premier à démontrer la possibilité d'identifier et de préserver l'hypophyse.

## Biographie

### Enfance
Jules Hardy (1932-2022) est né à Sorel.  Il est le fils de Bernard Hardy(1907-1966) et de Cécile Péloquin(1906-1942), également originaires de Sorel. Jules Hardy suivit son cours primaire au Collège Sacré-Coeur de Sorel pour ensuite poursuivre son cours classique chez les Jésuites du Collège Brébeuf de Montréal.

## Carrière médicale
Jules Hardy est diplômé en médecine à l’Université de Montréal en 1956 et a complété ses études post-graduées en neurochirurgie à L’Université de Montréal et à l’Université McGill de Montréal  puis,  en France et en Allemagne.
Il obtint, en 1962, son certificat de spécialiste en neurochirurgie du Collège des Médecins et Chirurgiens de la Province de Québec, celui de Fellow du Collège Royal des Chirurgiens du Canada et de l’American College of Surgeons.
Il fut professeur titulaire de neurochirurgie à l’Université de Montréal et directeur de ce programme de 1979 à 1985.  En milieu hospitalier, il fut neurochirurgien senior de l’Hôpital Notre-Dame et Professeur de neurochirurgie à la faculté, introduit la technique d’exploration électro-physiologique par enregistrement au moyen de microélectrodes bipolaires selon la méthode de Gérard Guiot, célèbre neurochirurgien. Puis à l’Hôtel-Dieu de Montréal, neurochirurgien-consultant de l’Hôpital Montréal General, McGill University  et Professeur-Adjoint de neurochirurgie à l’Institut Neurologique de Montréal, McGill University.
- Le Docteur Jules Hardy, O.C.  C.Q.   M.D.  F.R.C.S. (C) a acquis une réputation internationale pour sa contribution originale en neurochirurgie , particulièrement pour son travail sur la glande hypophysaire (glande endocrine située sous l’encéphale). Dès le début des années 60, il était au nombre des pionniers de la microchirurgie.  Il a été le premier à démontrer la possibilité d’identifier et de préserver l’hypophyse normale au cours de l’ablation (exérèse) de volumineuses tumeurs hypophysaires et aussi à découvrir l’existence des micro adénomes intra-hypophysaires.  Cette nouvelle technique neurochirurgicale , ( microchirurgie transphénoïdale de l’hypophyse ) qu’il développa ont permis de restaurer la fertilité chez d’innombrables femmes stériles et de minimiser les troubles de croissance. Mais sa principale contribution demeure la mise au point d’une technique neurochirurgicale transphénoïdale qui deviendra célèbre.

Il mit également à contribution ses talents créateurs pour développer de nouveaux instruments microchirurgicaux pertinents utilisés partout dans le monde.
En 1967, il a dessiné un modèle géant du cerveau en trois dimensions qui fut exposé au Pavillon « L’homme et la vie » lors de l’exposition internationale de Montréal.
Il a formé plusieurs générations de chirurgiens de haut niveau du monde entier. De nombreux neurochirurgiens des pays du monde entier ont bénéficié de sa technique opératoire  par ses enseignements, ses conférences  et  ses démonstrations neurochirurgicales en salle d’opération, et ce, dans chacun de leur propre environnement hospitalier.
Le docteur Hardy a effectué plus de 3000 opérations de chirurgie hypophysaire, ce qui constitue l’une des plus grandes séries pratiquées par un seul chirurgien.
Profession de Neurochirurgien exercée à :
- L’université de Montréal[5].
- L’université McGill.
- L’Hôpital Notre-Dame de Montréal.
- L’Hôpital Hôtel-Dieu de Montréal.
- L’Hôpital Montreal General (McGill University).
- L’Institut Neurologique de Montréal (Université McGill).

## Honneurs
La reconnaissance mondiale pour son travail lui a apporté de nombreuses distinctions honorifiques : Entre autres, mentionnons :
- 1974 - Ordre du mérite en sciences     de la santé du gouvernement du Liban
- 1978 - Médaille du 25e anniversaire     du règne de la reine Elizabeth II
- 1979 - Doctorat honoris causa de l'Université autonome de     Guadalajara     au Mexique

1983 - Professeur  itinérant du Commonwealth Britannique (Sir Arthur Sims, Commonwealth Travelling Professor)
- 1987 - Officier de l'Ordre du Canada (O.C.)
- 1989 - Chevalier de l'Ordre national du Québec (C.Q.)
- 1989 - Prix Léo-Pariseau de l’Association     Canadienne-Française pour l’Avancement des Sciences ( ACFAS )

- 1989 - Prix Izaak-Walton-Killam
- Fellow du Collège royal des chirurgiens du Canada et de l'American College of Surgeons
- 1989 - Commandeur de l’Ordre     de Rio Branco, Brésil
- Fellow du Collège royal des chirurgiens     du Canada et     de l'American College of Surgeons
- 1997 -  « Médaille d’honneur » de la Fédération     mondiale des Sociétés de Neurochirurgie à Amsterdam.
- 1999 -      « Mention d’excellence » de la Faculté de Médecine de l’Université     de Montréal.

Mais le Dr Hardy souligne "que le plus bel hommage lui fut attribué lors de cet événement :  une réception-surprise lui fut offerte par la présence de ses anciens élèves neurochirurgiens venant de tous les coins du monde.  Il fut très ému par cet hommage qu’il résume ainsi « Une telle gratitude , de nos jours, est chose rare >"
Au fil de ses recherches, il a acquis une discipline personnelle rigoureuse et nécessaire pour continuer son œuvre inestimable. Selon ses propres termes, il s’inspire de ses proches et de ses souvenirs afin de justifier son acharnement d’homme de science.

## Ouvrages
- Son article publié en 1971, intitulé Transphenoidal Hypophysectomy, a été reconnu par le Journal of Neurosurgery comme un classique de la littérature scientifique médicale. Par ses nombreuses publications, il attire un grand nombre de neurochirurgiens visiteurs étrangers qui ont contribué au rayonnement des institutions de Montréal, devenue un centre de référence international pour le traitement des tumeurs hypophysaires.
- Mais en tant qu'auteur, il a a été cité plus de 5000 fois et dans plus de 4000 documents sans parler de ses écrits personnels[7].